# ریوتا مییاوچی
ریوتا مییاوچی (انگلیسی: Ryuta Miyauchi؛ زادهٔ ۲ مارس ۱۹۹۴) بازیکن فوتبال اهل ژاپن است.
از باشگاه‌هایی که در آن بازی کرده‌است می‌توان به باشگاه فوتبال کاشیما آنتلرز اشاره کرد.